# Dustin Kensrue
Dustin Michael Kensrue (18 novembre 1980) è un cantautore e musicista statunitense, frontman del gruppo rock Thrice.

## Biografia
Originario della contea di Orange (California), è attivo sia nei Thrice, in cui è voce e chitarrista, che come solista. 
Nella sua attività solista è conosciuto come Ursus Veritas.
Il suo primo album da solista è uscito nel gennaio 2007 per la Equal Vision Records.
Il fratello Chase fa parte del gruppo musicale Eye Alaska.

## Discografia
Thrice

Solista
- 2007 - Please Come Home
- 2008 - This Good Night Is Still Everywhere (EP natalizio)
- 2012 - Grace Alone (EP)
- 2013 - The Water & the Blood